# Bogoroditsk (huyện)
Huyện Bogoroditsk (tiếng Nga: ? райо́н) là một huyện hành chính tự quản (raion), của Tỉnh Tula, Nga. Huyện có diện tích 35 kilômét vuông. Trung tâm của huyện đóng ở Bogoroditsk.